# Aeroportul Tambao
Aeroportul Tambao (IATA: TMQ, ICAO: DFEM) este un aeroport din Sahel Region⁠(d), Burkina Faso ce deservește zona Tambao⁠(d). A fost numit după zona deservită.
Situat la o altitudine de 260 m, aeroportul dispune de o singură pistă.